# 田寮水库
田寮水库是中国广西壮族自治区钦州市钦南区境内的一座水库，位于钦江小支流上，建于1958年。水库正常库容为613万立方米，集雨面积为7平方千米，海拔为24.05米。